# El Despertar del Amor
El Despertar del Amor (The Fine Art of Love: Mine Ha-Ha) es una película erótica de drama de 2005 dirigida por John Irvin. La película, protagonizada por Jacqueline Bisset, Hannah Taylor-Gordon y Mary Nighy, se basa en la Mina-Haha, o sobre la educación corporal de las chicas jóvenes por el dramaturgo alemán Frank Wedekind. Tras el estreno en el Festival de Cine de Venecia 2005. La película fue clasificada R por contenido sexual perturbadora, la desnudez y algunas violencia incluyendo una violación brutal.

## Argumento
Turingia, Alemania, en el siglo XX. Un grupo de chicas jóvenes se crio en un colegio dentro de oscuros bosques y lagos sombríos apagados. La joven Hidalla y sus amigas Irene, Vera, Blanka, Melusine y Rain son educadas en un mundo aislado: las chicas no saben nada de la vida fuera de los muros anchos y altos de la universidad.